# شدان
الشَّدَّان هو جنس من الظباء الصغيرة في فُصيلة ظبائيات ومستوطن في إفريقيا جنوب الصحراء بدءًا من كينية في الشمال إلى رأس الرجاء الغربي في جنوب إفريقيا.

## الأنواع
الجنس يحتوي على ثلاثة أنواع: 
- شدان كيب
- شدان شرب
- شدان الريف